# Обудно
Обудно (пол. Obudno) — село в Польщі, у гміні Ґонсава Жнінського повіту Куявсько-Поморського воєводства.
Населення — 337 осіб (2011).
У 1975-1998 роках село належало до Бидгощського воєводства.

## Демографія
Демографічна структура станом на 31 березня 2011 року:
|          | Загалом | Допрацездатний вік | Працездатний вік | Постпрацездатний вік |
| -------- | ------- | ------------------ | ---------------- | -------------------- |
| Чоловіки | 163     | 37                 | 111              | 15                   |
| Жінки    | 174     | 39                 | 99               | 36                   |
| Разом    | 337     | 76                 | 210              | 51                   |